# Diederik Wiersma
Diederik Sybolt Wiersma (* 25. Dezember 1967 in Utrecht) ist ein niederländischer Physiker.
Wiersma erhielt 1991 sein Diplom in Physik an der Universität Amsterdam und wurde dort 1995 promoviert. Er ist Professor an der Universität Florenz und am dortigen European Laboratory of Non-Linear Spectroscopy (LENS), wo er die Forschung in Mikro- und Nanophotonik leitet. Er war auch Direktor von LENS. Seit 2016 ist er Präsident von INRiM, das nationale Institut für metrologische Forschung in Italien.
Er erforscht die grundlegenden optischen Eigenschaften von Materialien in der Mikro- und Nanophotonik (ungeordnete, quasikristalline oder kristalline Strukturen) und befasste sich unter anderem mit photonischen Kristallen und Lasern mit ungeordneten Materialien (Zufalls-Laser, Random Laser) und der Anwendung von Nanophotonik in der Fluidik, der effizienten solaren Energienutzung (in einem Projekt das auch von dem italienischen Stromkonzern ENI mitfinanziert wird), für Lichtquellen und in der Mikrorobotik.
Wiersma war stellvertretender Koordinator des europäischen Exzellenzclusters für Nanophotonik Phoremost und Mitgründer der Nanophotonics Europe Association. Außerdem ist er im europäischen Exzellenzcluster Nano photonics for energy efficiency.
Er erhielt einen Advanced Grant des ERC für die Erforschung von Photonik und Mikrorobotik. 2004 erhielt er den Ugo Campisano Preis des italienischen nationalen Instituts für Physik der Materie (INFM) für seine Arbeiten zum Random Laser und 2015 erhielt er den Premio Enrico Fermi.
Wiersma leitete mehrere Kurse an den nach Ettore Majorana benannten internationalen Physik-Sommerschulen in Sizilien und 2009 die internationale Enrico Fermi School of Physics in Varenna. Er ist im Herausgebergremium des European Physical Journal und Physical Review A.

## Schriften (Auswahl)
- The physics and applications of random lasers, Nature Photonics, Band 4, 2008, S. 359–367
- Laser physics: Random lasers explained ?, Nature Photonics, Band 3, 2009, S. 246–248
- Disordered Photonics, Nature Photonics, Band 7, 2013, S. 188–196
- Optical physics: Clear directions for random lasers, Nature, Band 539, 2016, S. 360–361